# Johann Saurborn
Johann Saurborn (* 5. Oktober 1806 in Langsur; † 5. Januar 1879 in Trier) war ein preußischer Kreissekretär und Landrat.

## Leben und Herkunft
Der katholische Johann Saurborn war der Sohn eines Bürgermeisters. Nach Ende seiner schulischen Ausbildung wurde er Bürogehilfe beim Friedensgericht Trier und im Anschluss Assistent bei der Regierung Trier. 1832 wurde er Zivilsupernumerar, dem folgte 1837 eine Anstellung als Kreissekretär in Bernkastel, sowie 1840 in Saarlouis und 1851 in Daun. Noch 1851 wechselte er nach Trier, wo er Buchhalter bei der Regierungskasse wurde, zuletzt in der Funktion eines Rechnungsrates. Während dieser Zeit übte er vertretungsweise die Funktion des Landrates im Landkreis Daun aus.

## Familie
Johann Saurborn war seit 1841 verheiratet.